# 多斯通·约库博夫
多斯通·约库博夫（1995年4月5日—），乌兹别克斯坦男子举重运动员，2018年亚洲运动会男子69公斤级银牌得主、2021年世界举重锦标赛男子67公斤级金牌得主、2022年亚洲举重锦标赛男子73公斤级金牌得主。